# リック・ウォータース
リック・ウォータース（音訳はワウテルスとも、Rik Wouters、本名:Hendrik Wouters、1882年8月21日 - 1916年7月11日）はベルギーの画家、彫刻家である。フェルディナンド・シレンらとともに「ブラバント・フォービズム(Fauvisme brabançon)」を代表する画家の一人とされる。

## 略歴
ベルギー、アントウェルペン州のメヘレンに生まれた。6歳で母親を亡くし、12歳で父親のもとで家具職人の仕事を始め、木彫職人の仕事もした。1897年からメヘレンの美術学校で学び、1900年からはブリュッセル王立美術アカデミーで彫刻を学んだ。1905年にモデルをしていた ネル（Nell:Hélène Duerinckx)と結婚し、ネルをモデルに多くの作品を製作することになる。まだ収入もなく生活は苦しく、メヘレンの父親の家に戻るが、ネルの肺病の静養のためもあって、すぐに、ブリュッセルのワーテルマール＝ボワフォールに移った。ワーテルマールを囲む森はウォータースの絵画の題材になった。
若手美術家に贈られるGodecharle賞を彫刻部門で受賞し、1908年までには、彫刻家としての評価を得られるようになり、補助金も受けるようになった。絵画の分野ではベルギーを代表する画家、ジェームズ・アンソールに影響を受けた。
1911年頃からブリュッセルの画廊Giroux Galleryで絵が売れるようになり、1914年には個展も開いた。その頃第一次世界大戦が始まり、軍に召集され、リエージュで捕虜になった。収容所を脱走しオランダに亡命したが、癌に罹患し、アムステルダムで妻の看護を受けるようになった。オランダでも展覧会を開くが1916年に34歳で死去した。

## 作品

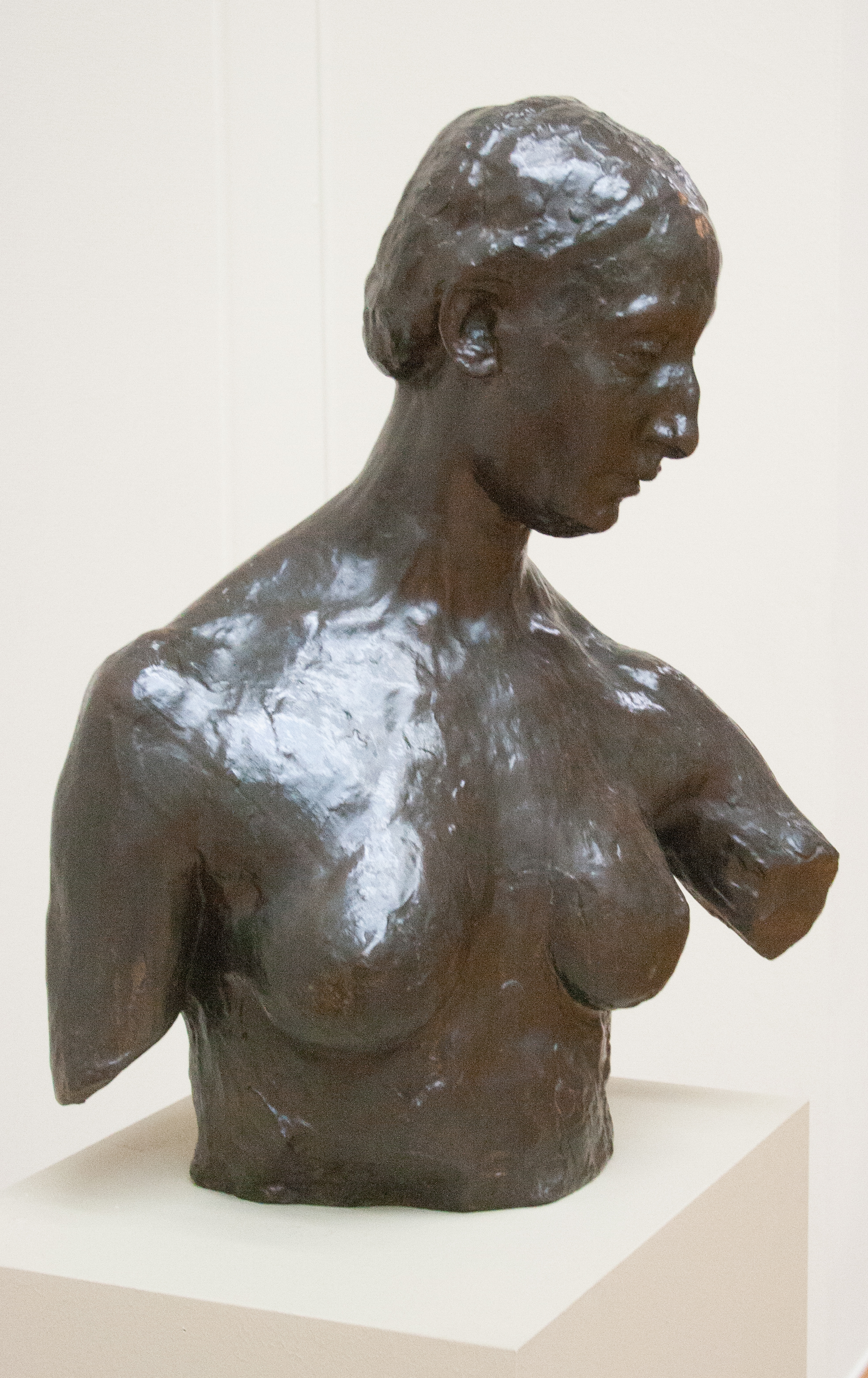
Nel Woutersの胸像(c.1909)La Folle danseuse
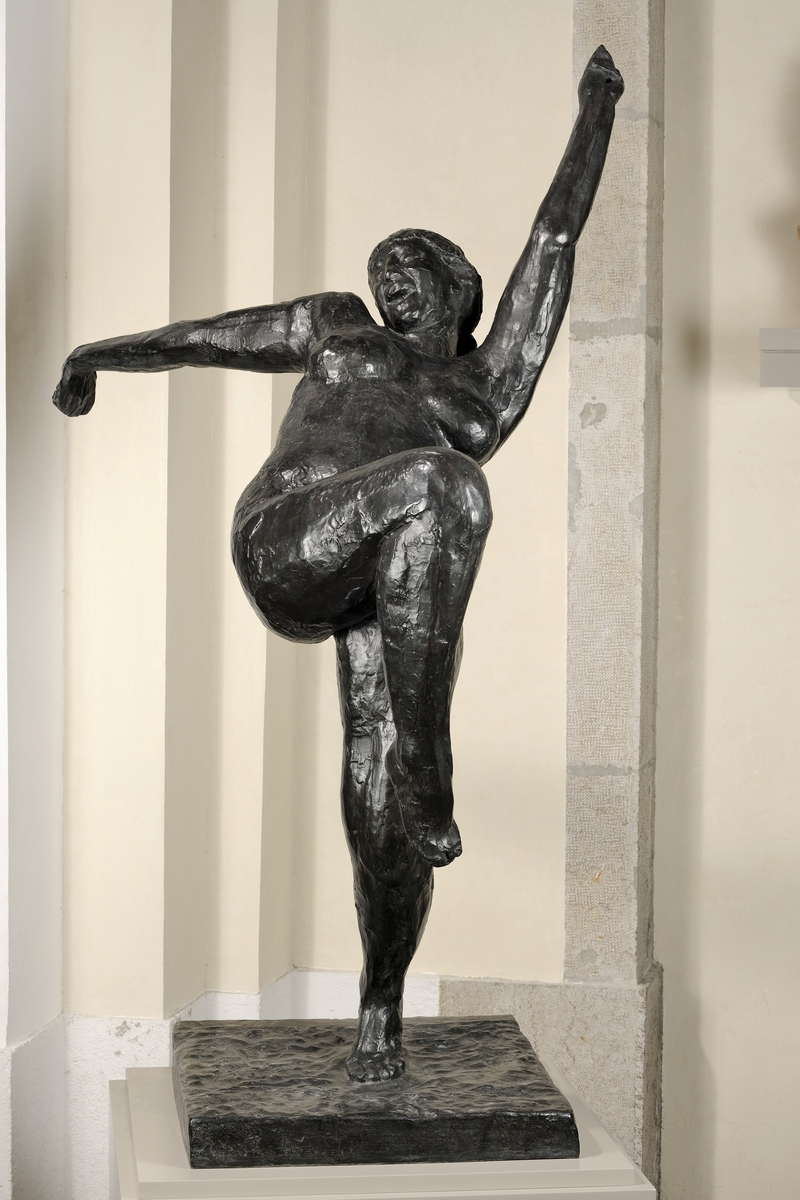
"La Folle danseuse"(1909/1912)
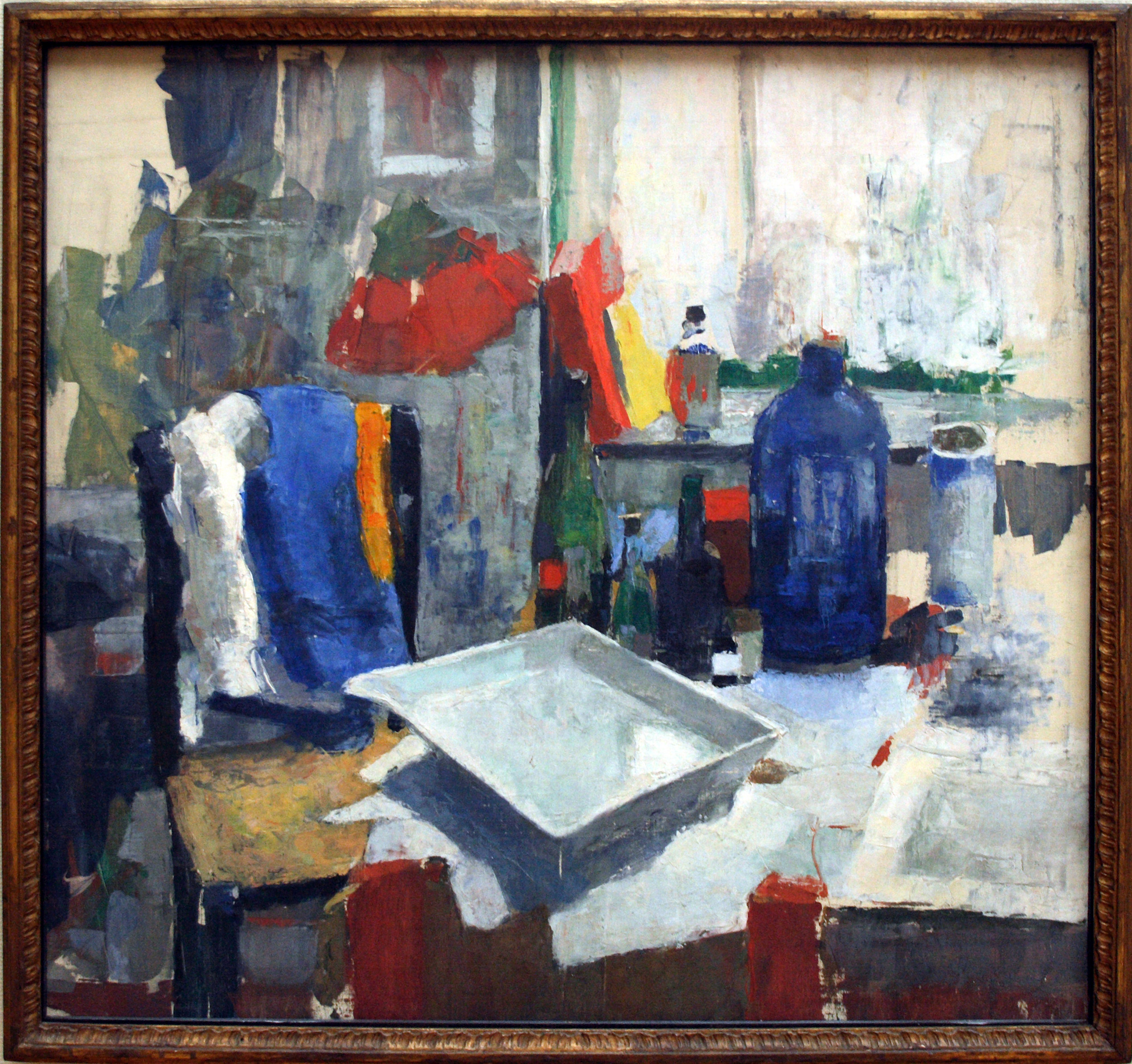
食卓 (1908)
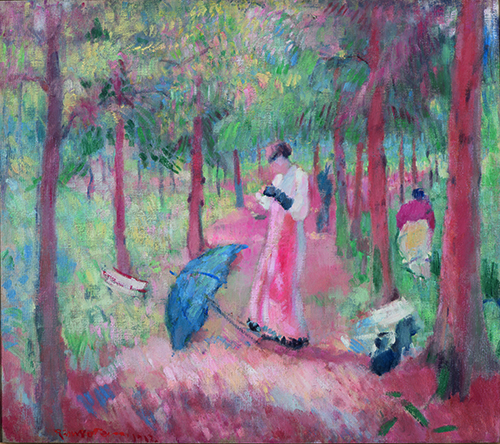
De roze laan (1912)
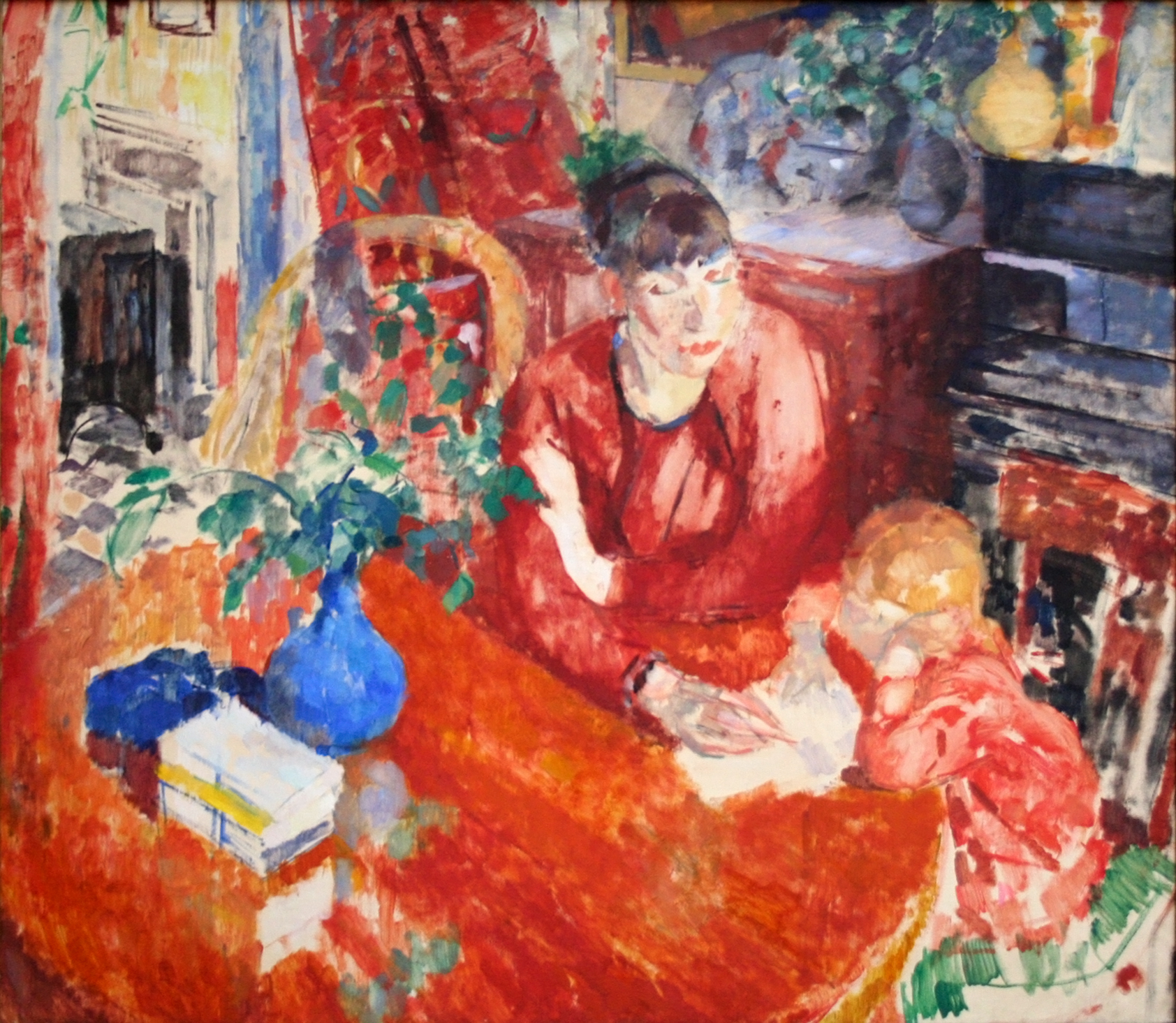
「娘の教育」(c.1912)
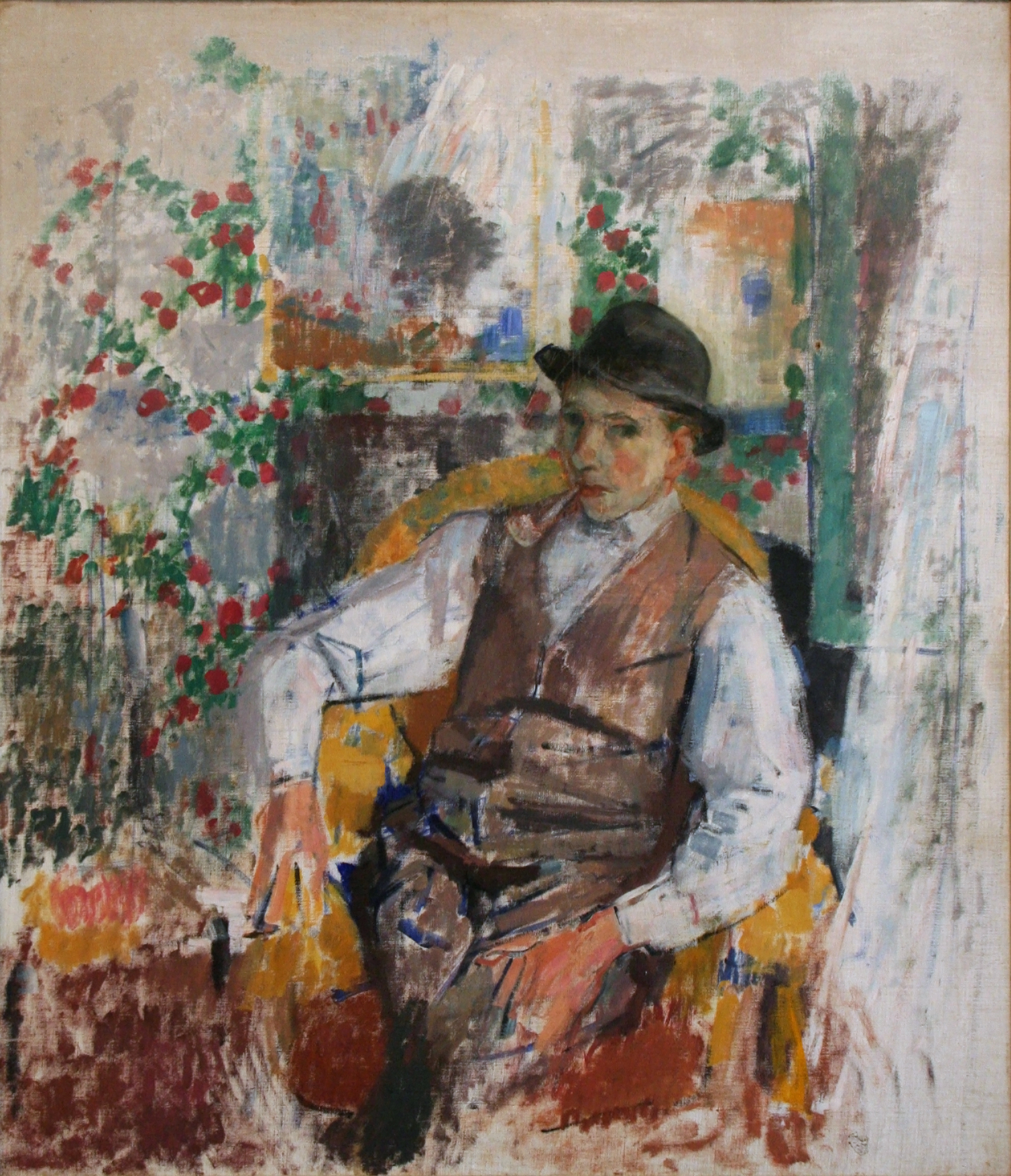
Ernest Wijnants-彫刻家
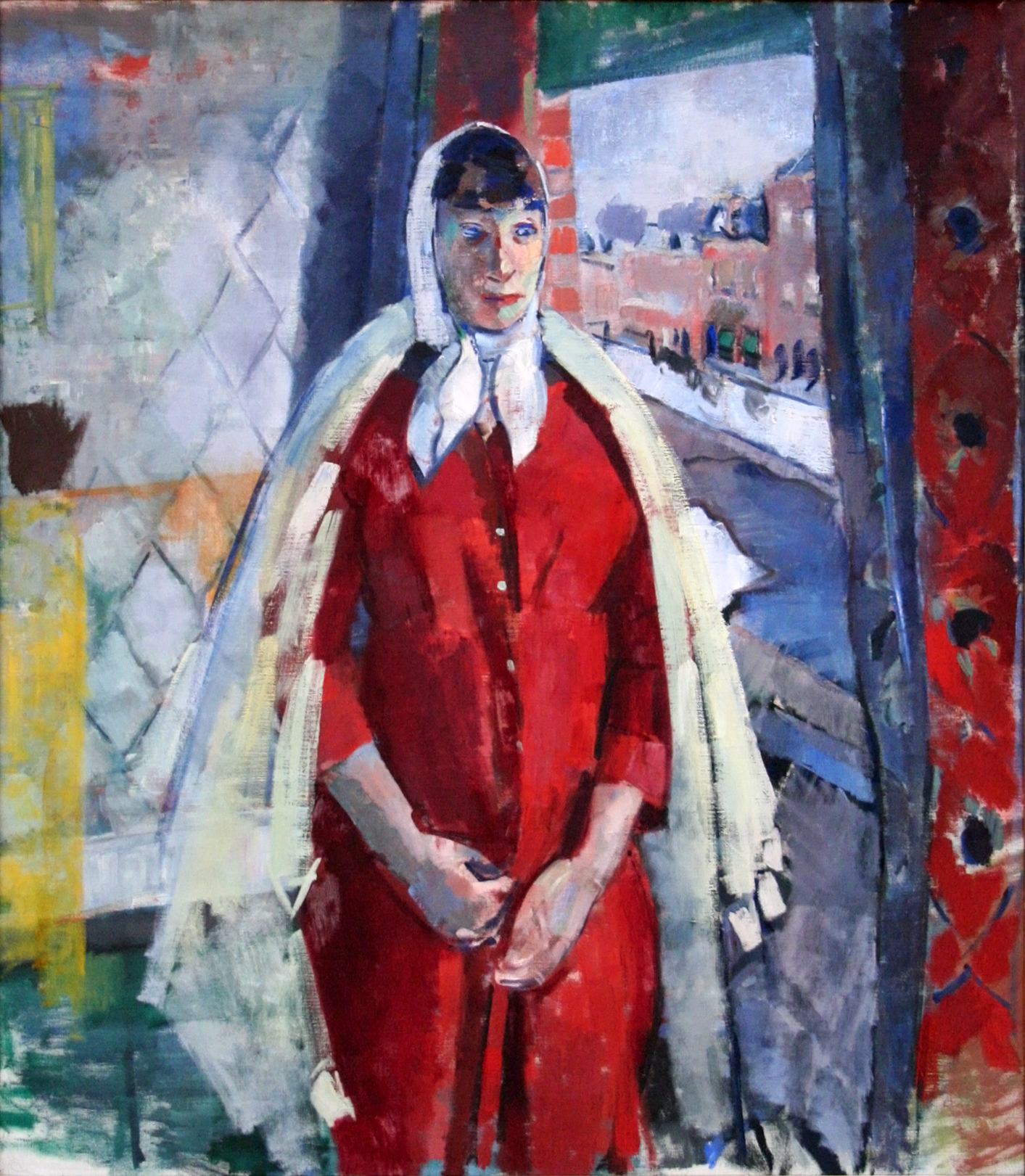
「窓辺の婦人」(c.1915)
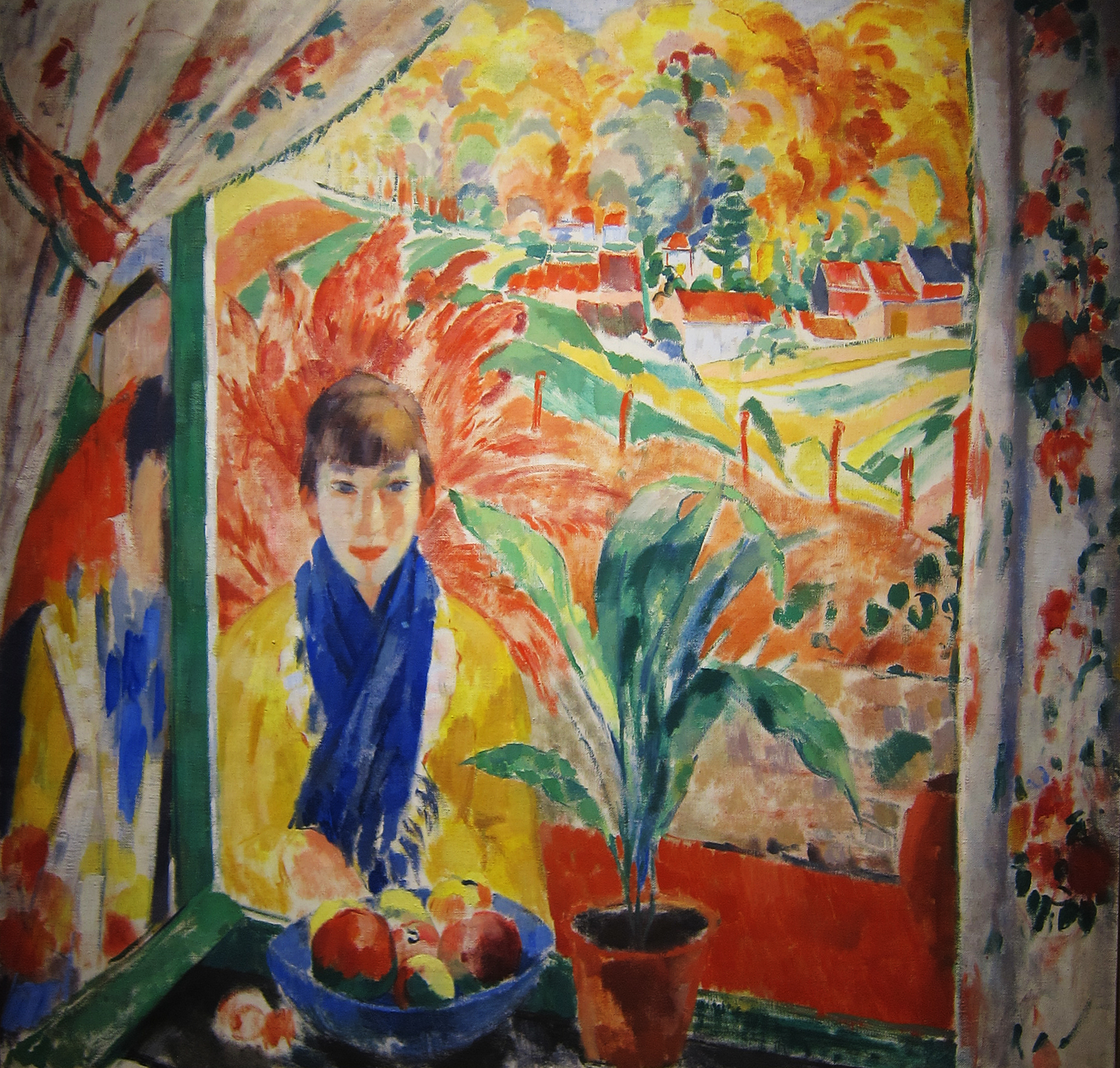
Schepenhuis Mechelen